# Big Creek (Mississippi)
Big Creek è un comune (village) degli Stati Uniti d'America, situato nella contea di Calhoun, nello Stato del Mississippi.